# Edizioni Melquìades
Edizioni Melquìades è stata una casa editrice italiana con sede a Milano.

## Storia
Edizioni Melquìades è stata fondata nel 2004 ed è rimasta in attività fino al novembre 2016.
L'obiettivo iniziale era dare spazio ai testi di filosofia della scienza e alla narrativa esordiente.
Nel corso degli anni, la produzione si è progressivamente focalizzata sulla sola collana "Meccanismi" di filosofia della scienza, avvalendosi della collaborazione di studiosi e appassionati.

## La marca editoriale
La marca editoriale della casa editrice consiste in un cappello da zingaro su un bastone da rabdomante. Il cappello richiama lo zingaro Melquìades di Cent'anni di Solitudine di Gabriel Garcia Marquez e i suoi inaspettati tesori portati porta a porta. Il bastone da rabdomante richiama la perseveranza nella ricerca (dei testi da pubblicare).

## Le collane

### Meccanismi
Collana progettata da Mario Valentino Bramè e Massimiliano Badino, con l'intento di proporre testi di alto valore scientifico che si ponessero due obiettivi principali: fornire gli strumenti agli studiosi di Storia della Scienza e Filosofia della Scienza, e dare la possibilità agli appassionati di "toccare con mano" la scienza nel suo divenire.
L'attenzione si è da subito concentrata su proposte originali e traduzioni di opere fondamentali di grandi scienziati, accompagnati da apparati introduttivi di grande valore.
La collana si è guadagnata, progressivamente, l'ammirazione del mondo accademico e degli appassionati delle più stimolanti tematiche scientifiche e ha potuto contare su numerosi contributi da parte degli studiosi della disciplina.
La serie, dal gennaio 2017, passa in gestione all'editore BookTime con il nome I meccanismi di Melquìades.
Sono stati pubblicati:
- Ludwig Boltzmann, Fisica e probabilità
- Leopoldo Rigaldi,  Le leggi della natura e le stelle lontane
- Giuseppe Vaccarino,  Scienza e semantica
- Alfred North Whitehead, Il principio della relatività
- János Bolyai, La scienza assoluta dello spazio
- Thomas Henry Huxley, Il diavolo nei dettagli
- Ludwik Fleck, La scienza come collettivo di pensiero
- James Clerk Maxwell, Trattato elementare di elettricità
- Ernst Mach, L'evoluzione della scienza
- Massimiliano Badino, Il professore e il suo demone. La lunga lotta di Max Planck contro la statistica
- Hermann Weyl, Pensare la matematica
- Serge Voronoff, Dal cretino al genio
- Pierre Estève, Nuova scoperta del principio dell'armonia
- Franco Selleri, La relatività debole
- Niccolò Tartaglia, Quantità, unità, numero
- Georg Simon Klügel, Tentativi di dimostrare la teoria delle parallele
- Jaegwon Kim, La mente ai confini del fisicalismo
- Ludwig Boltzmann, Lezioni sulla teoria dei gas

### Dagherrotipi
Dagherrotipi è stata una collana di narrativa dedicata alla scoperta di autori esordienti.
Sono stati pubblicati:
- Roberto Colantonio, Frate Lupo
- Rosalba Perrotta, Andante con brio
- Mirto Gerbato, A sud ovest di Ferrara
- Aa. Vv., Bambini cattivi
- Giuseppe Lavia, L'estate dello scirocco
- Av. Vv., Dal tramonto all'alba
- Daniela Mandelli, Moreiskies
- Lorenzo Mazzoni, Ost

### Antieroi
È stata una collana dedicata alla riscoperta di testi di narrativa rimossa.
È stato pubblicato:
- Mario Mariani, Povero cristo

### Fuori Collana
Sono stati pubblicati:
- Enrico Beccari (a cura di), Rocci's greatest hits
- Maurizio Bruni, Il maestro e il suo dottore. Strehler, Milano. il Piccolo
- Tito Spiccia - Alessandro Carnevale, Pensavamo scherzaste
- Tito Spiccia - Alessandro Carnevale, Non ci resta che ridere
- Federico Montuschi, Quasi noir
- Marco Bottarelli, Crea un sito web di successo